# Дилк, Чарльз Уэнтворт
Чарльз Уэнтворт Дилк, 2-й баронет (Дильк, англ. Charles Wentworth Dilke; 1843—1911) — английский политический деятель.

## Биография
Сын сэра Чарльза Дилка, 1-го баронета. Окончив курс Кембриджского университета, где был президентом Кембриджского союза, Дилк посетил США, Канаду, Австралию, Индию и Египет. Вернувшись в Англию, он издал описание своего путешествия, имевшее большой успех: «Greater Britain, a record of a travel in english-speaking countries during 1866-67» (Л., 1868).

### В парламенте и правительстве
В 1868 году он был избран членом парламента и заявил себя крайним радикалом и приверженцем республиканской формы правления, что особенно резко выразилось в публичных лекциях, прочитанных им в Ньюкастле на тему: «The cost of the crown» (Во что обходится королевская власть). Несмотря на свои радикальные взгляды во внутренней политике, Дилк при этом был империалистом и сторонником британского имперского господства, хотя и признавал: «Англосаксы — единственная истребляющая раса на земле. Никогда еще — вплоть до начала ставшего теперь уже неизбежным уничтожения индейцев... маори и австралийцев — ни одна столь многочисленная раса не была стерта с лица земли завоевателями».
На общих выборах 1874 года кандидатура Дилка встретила сильное противодействие, но он все-таки был избран. По поводу этих выборов им был издан анонимный политико-сатирический памфлет: «The Fall of prince Florestan of Maroco». В 1876 году по его предложению был принят билль, по которому члены школьного управления в графствах должны быть избираемы налогоплательщиками, а не назначаемы правительством; в 1878 году по его инициативе принят билль (Dilke’s act) о более продолжительном периоде выборной операции.
В мае 1880 года Дилк вступил во второй кабинет Гладстона, в качестве товарища министра иностранных дел; в 1881—1882 годах состоял президентом комиссии о возобновлении торгового трактата с Францией. Был принят в Тайный совет в 1882 году. В декабре 1882 года Дилк был назначен министром местного самоуправления (Local government board), прослужив до 1885 года. 
Ведущий и решительный радикал внутри партии, он внёс ряд важных законопроектов, укрепляющих демократию, в 1883–1885 годах и поддерживающих растущие рабочее и феминистское движения (по легализации профсоюзов, улучшению условий труда и ограничению рабочего времени), а также был одним из первых борцов за всеобщее школьное образование. Среди прочего, он вёл переговоры о принятии Третьего акта о реформе. В то время как предоставление права голоса сельскохозяйственным работникам угрожало доминированию консерваторов в сельских районах, были упразднены многие двухмандатные избирательные округа, вместо которых создавались дополнительные в пригородах, где поддержка консерваторов росла. 

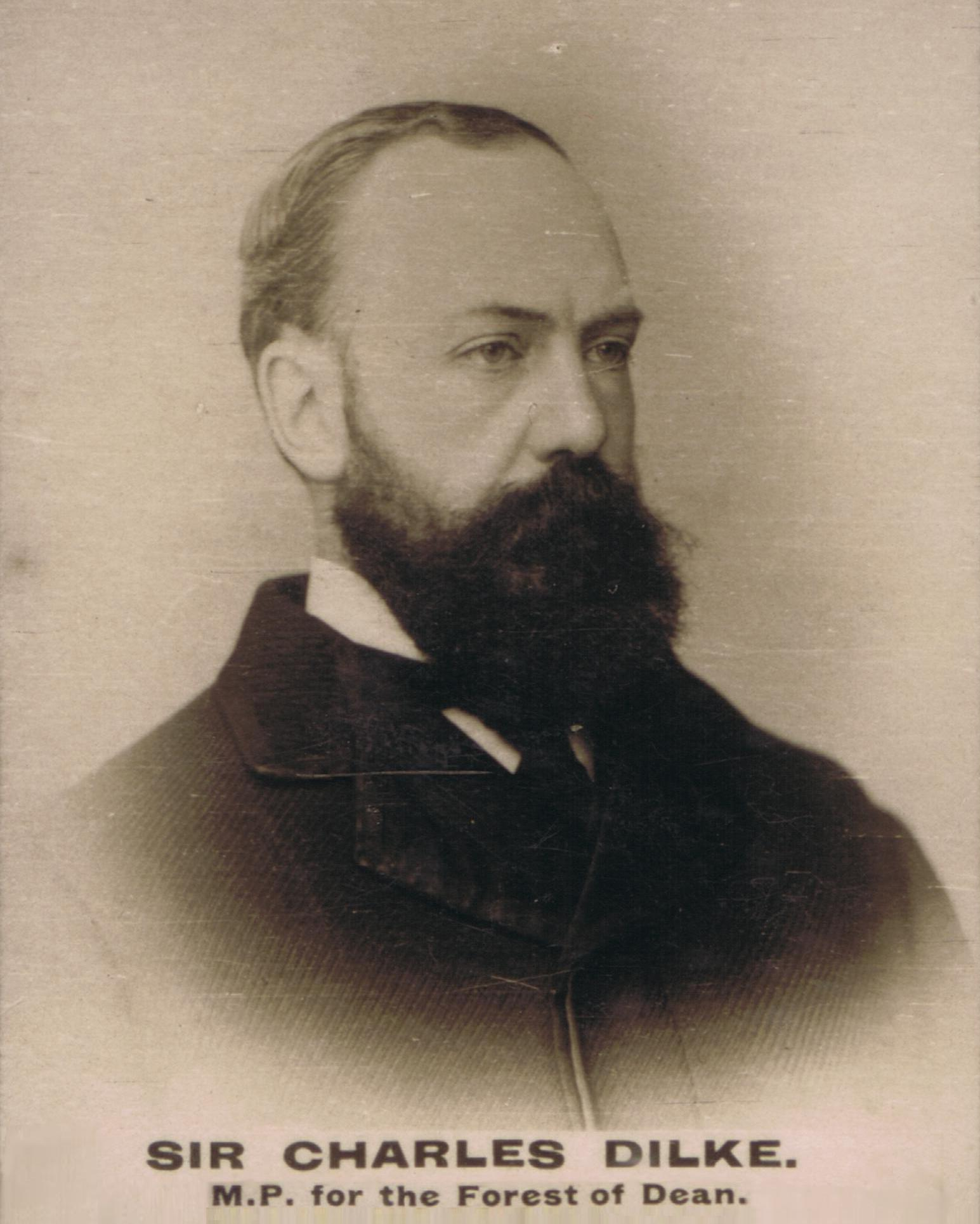
Портрет Дилка на сигаретной карточке

### Скандал и падение
Его даже прочили на роль будущего премьер-министра, однако в 1886 году политическая карьера Дилка внезапно прервалась вследствие процесса Крауфорда с женой, которую он обвинял в сожительстве с Дилком. Несмотря на категорическое отрицание Дилка, суд признал факт прелюбодеяния доказанным. Дилк удалился с политического поприща, будучи забаллотирован на выборах 1886 года.
В течение следующих 6 лет напечатал ряд статей по различным политическим вопросам и более всего по иностранной политике кабинета маркиза Солсбери, на которую он резко нападал, с особенной энергией требуя эвакуации Египта. В 1887 году он напечатал статьи о международной политике европейских государств, обратившие на себя большое внимание и вышедшие затем отдельной книгой: «The present position of European politics» (Л., 1887); а в 1890 году издал книгу: «Problems of greater Britain». На общих выборах 1892 года Дилк снова избран членом парламента.
Его второй женой была писательница, историк искусства, феминистка и профсоюзная деятельница Эмилия Фрэнсис Паттисон, урожденная Стронг. 